# 太保旧城城墙
太保旧城城墙，位于中国广东省清远市连山县太保镇。太保旧城是连山第三个县治地（1462年-1945年）。旧城城墙建于明成化四年(1468年)，该城原有四个城门。目前，旧城城墙东门(旭日)、南门(秩城)、北门(宣威)已毁，仅有西门比较完整。
1990年，旧城西门楼列为连山县文物保护单位。